# Евстигнеев, Кирилл Алексеевич
Кири́лл Алексе́евич Евстигне́ев (4 [17] февраля 1917, Хохлы, Оренбургская губерния — 29 августа 1996, Москва) — лётчик-истребитель, ас, участник Великой Отечественной войны. Дважды Герой Советского Союза (1944, 1945). Генерал-майор авиации (1966).

## Биография
Кирилл Евстигнеев родился 4 (17) февраля 1917 года в бедной многодетной крестьянской семье в селе Хохлы Птиченской волости Челябинского уезда Оренбургской губернии, ныне деревня входит в Шумихинский муниципальный округ Курганской области. В семье было 5 дочерей и 2 сына, Алексей и Кирилл. По национальности русский. Мать умерла в 1920, а отец — в 1943 году.
Его отец до 1932 года занимался сельским хозяйством. В 1932 году завербовался и до 1934 года работал на строительстве Яр — Фосфоритной железнодорожной ветки в Кировском крае. После убытия отца в Кировский край, Кирилл проживал с братом, продолжая учёбу в школе с. Малое Дюрягино Мало-Дюрягинского сельсовета. Затем убыл к отцу, где учился в средней школе железнодорожных станций: Яр, Песковко-Омутнинск и Кирс. В 1934 году вернулся в город Шумиха, работал путевым обходчиком на Южно-Уральской железной дороге на участке «Каменная будка».
В 1934 году окончил 7 классов Шумихинской железнодорожной школы. С 1934 года жил в Челябинске, тогда же поступил в фабрично-заводское училище тракторного завода, где получил специальность токаря в 1936 году.
В 1935 году стал членом ВЛКСМ.
С 1936 года работал на опытном заводе в Челябинске, через полгода переведён в цех топливной аппаратуры Челябинского тракторного завода и учился в аэроклубе.
В Рабоче-крестьянскую Красную Армию призван Тракторозаводским РВК г. Челябинска 21 сентября 1938 года. По 1939 год служил на срочной службе красноармейцем полевой рембазы на Дальнем Востоке. В 1941 году окончил Бирмскую военную авиационную школу пилотов, находившуюся сперва в гарнизоне Бирма 2-й Отдельной Краснознаменной Армии Дальневосточного фронта (в 10 километрах восточнее станции Свободный Амурской железной дороги и в 10 километрах севернее поселка Орловка), затем, с августа 1941 года на станции Кольчугино (ныне г. Ленинск-Кузнецкий Кемеровской области), а с июня 1942 года в городе Черногорске Хакасской автономной области Красноярского края, где до конца 1942 года служил в должности лётчика-инструктора. В конце 1942 года его направляют в Москву в главный штаб ВВС РККА для перегонки американских самолётов «Аэрокобра» из США по ленд-лизу. В Москве сержанту К. Евстигнееву удалось после встречи с командиром 240-го истребительного авиационного полка майором И. С. Солдатенко добиться отправки на фронт.
С 1943 года член ВКП(б), в 1952 году партия переименована в КПСС.
С 17 марта 1943 года на фронтах Великой Отечественной войны. Участвовал в боях на Курской дуге на истребителе Ла-5.
18 июля 1943 года командиром 240 истребительного авиационного полка майором Подорожным было подписано представление на присвоение Евстигнееву звания Героя Советского Союза, 20 августа 1943 года его подписал командующий Воронежским фронтом Н. Ф. Ватутин. Однако 2 сентября 1943 года приказом № 068/н командующего ВВС лейтенант Евстигнеев был награждён орденом Суворова III степени.
К ноябрю 1943 года старший лейтенант Евстигнеев совершил 144 боевых вылета, им лично было сбито 23 вражеских самолёта и 3 самолёта в группе.
2 августа 1944 года командиру эскадрильи 240-го истребительного авиационного полка 302-й истребительной авиационной дивизии 4-го истребительного авиационного корпуса 5-й воздушной армии 2-го Украинского фронта старшему лейтенанту Евстигнееву Кириллу Алексеевичу было присвоено звание Героя Советского Союза с вручением ордена Ленина (№ 19094) и медали «Золотая Звезда» (№ 2284).
К октябрю 1944 года гвардии капитан Евстигнеев совершил ещё 83 вылета, в результате которых им было сбито ещё 20 самолётов. Летал на истребителе Ла-5ФН, построенном на средства пчеловода колхоза «Большевик» Бударинского района Сталинградской области Василия Викторовича Конева.
23 февраля 1945 года командир эскадрильи 178-го гвардейского истребительного авиационного полка 14-й гвардейской истребительной авиационной дивизии 3-го гвардейского истребительного авиационного корпуса 5-й воздушной армии 2-го Украинского фронта гвардии капитан Кирилл Евстигнеев награждён второй медалью «Золотая Звезда» (№ 4039).
К весне 1945 года совершил около 300 боевых вылетов, участвовал почти в 120 воздушных боях, сбил 53 самолёта противника лично, 3 в группе кроме того, один бомбардировщик ему не был засчитан (данные сайтов Герои Страны и Красные Соколы).
20 мая 1945 года был представлен к награждению третьей медалью «Золотая Звезда», однако представление так и не было реализовано.
Войну закончил в Венгрии в должности заместителя командира 178-го гвардейского истребительного авиационного полка и в звании гвардии майора авиации.
После Победы продолжил военную службу в должности командира истребительным авиационным полком. В 1949 году окончил Высшие лётно-тактические курсы, в 1955 — Военно-воздушную академию. В 1955—1958 годах проходил службу в должности начальника штаба школы переучивания лётного состава в городе Фрунзе Киргизской ССР.
В 1960 году окончил Военную академию Генерального штаба Вооружённых Сил СССР. С 1960 года служил последовательно начальником штаба Качинского ВВАУЛ, начальником оперативного отдела штаба ВВС Северо-Кавказского военного округа, заместителем командующего 73-й воздушной армией (Киев), начальником штаба ВВС Северо-Кавказского военного округа, первым заместителем командующего ВВС Северо-Кавказского военного округа, в Управлении учебных заведений Главного штаба ВВС. В 1966 году ему было присвоено воинское звание генерал-майор авиации.
Указом Президиума Верховного Совета СССР от 30 октября 1972 года уволен с военной службы в связи с достижением предельного возраста пребывания на военной службе. Жил в Москве, Большой Афанасьевский переулок, дом 25.

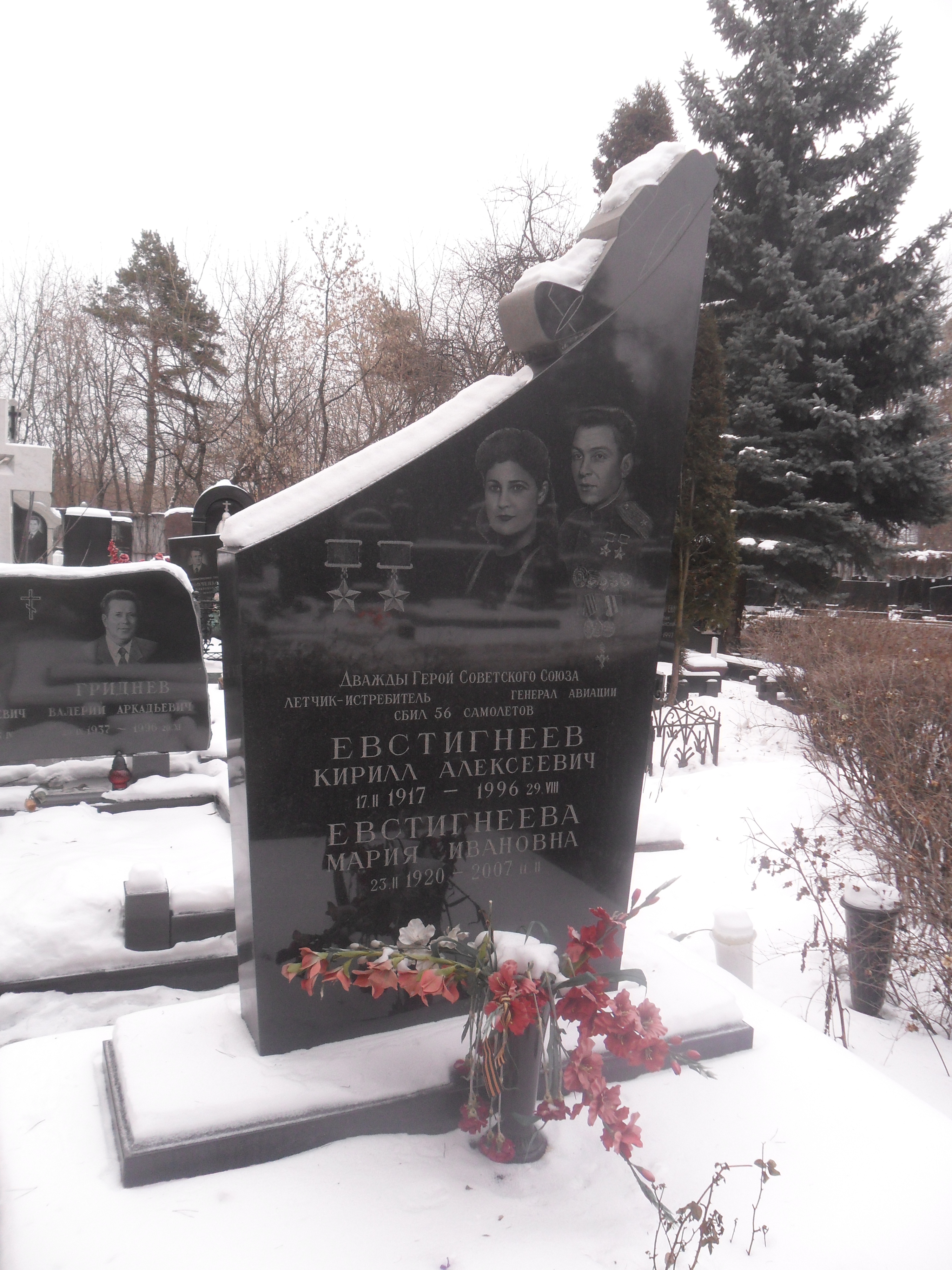
Семейное захоронение Евстигнеевых на Кунцевском кладбище Москвы.

Кирилл Алексеевич Евстигнеев умер после инсульта 29 августа 1996 года в городе Москве. Похоронен на Кунцевском кладбище столицы.

## Список воздушных побед
| Список воздушных побед К. А. Евстигнеева | Список воздушных побед К. А. Евстигнеева | Список воздушных побед К. А. Евстигнеева | Список воздушных побед К. А. Евстигнеева |
| № п/п                                    | Дата победы                              | Тип самолёта                             | Место победы                             |
| ---------------------------------------- | ---------------------------------------- | ---------------------------------------- | ---------------------------------------- |
| 1                                        | 28.03.1943                               | Ме-109                                   | Титовка                                  |
| 2                                        | 12.04.1943                               | Ме-110                                   | сев.-зап. аэродром Уразово               |
| 3                                        | 06.05.1943                               | Ме-110                                   | сев.-зап. Великий Бурлук                 |
| 4                                        | 06.05.1943                               | Ю-88                                     | Великий Бурлук                           |
| **                                       | 07.07.1943                               | Ю-87                                     | Быковка                                  |
| 5                                        | 08.07.1943                               | Ю-87                                     | Красная Поляна                           |
| 6                                        | 08.07.1943                               | Ю-87                                     | Красная Поляна                           |
| 7                                        | 08.07.1943                               | Ю-87                                     | Красная Поляна                           |
| 8                                        | 09.07.1943                               | Ме-109                                   | вост. Карташовка                         |
| **                                       | 13.07.1943                               | Ме-109                                   | юго-зап. Прохоровка                      |
| 9                                        | 16.07.1943                               | Ме-109                                   | зап. Быковка                             |
| 10                                       | 02.10.1943                               | Ме-109                                   | Орлик                                    |
| 11                                       | 02.10.1943                               | Ю-87                                     | Андреевка                                |
| 12                                       | 02.10.1943                               | Ме-109                                   | зап. Калужино                            |
| 13                                       | 03.10.1943                               | Ме-109                                   | юж. Бородаевка                           |
| 14                                       | 04.10.1943                               | Ю-87                                     | юго-зап. Бородаевка                      |
| 15                                       | 05.10.1943                               | ФВ-190                                   | зап. Мишурин Рог                         |
| 16                                       | 05.10.1943                               | Ю-87                                     | зап. Бородаевка                          |
| 17                                       | 07.10.1943                               | Ю-87                                     | сев.-зап. Бородаевка                     |
| 18                                       | 07.10.1943                               | Ю-87                                     | сев.-зап. Бородаевка                     |
| 19                                       | 07.10.1943                               | Ме-109                                   | сев. Бородаевка                          |
| 20                                       | 10.10.1943                               | Ме-109                                   | юго-вост. Бородаевка                     |
| 21                                       | 16.10.1943                               | Ю-87                                     | сев.-зап. Лиховка                        |
| **                                       | 20.10.1943                               | Хе-111                                   | сев. Зелёное                             |
| 22                                       | 21.10.1943                               | ФВ-189                                   | зап. Саевка                              |
| 23                                       | 28.10.1943                               | Ю-87                                     | зап. Кривой Рог                          |
| 24                                       | 29.10.1943                               | Ме-109                                   | Ивановка                                 |
| 25                                       | 29.03.1944                               | Ме-109                                   | сев. Яссы                                |
| 26                                       | 17.04.1944                               | Ю-88                                     | юж. Таутошти                             |
| 27                                       | 17.04.1944                               | ФВ-190                                   | юж. Редиу Улуй                           |
| 28                                       | 23.04.1944                               | ФВ-190                                   | вост. Яссы                               |
| 29                                       | 28.04.1944                               | Ю-87                                     | сев.-зап. Яссы                           |
| 30                                       | 28.04.1944                               | ФВ-190                                   | юж. Тэтэрушул                            |
| 31                                       | 29.04.1944                               | ФВ-190                                   | зап. Тэтэрушул                           |
| 32                                       | 05.05.1944                               | Хш-126                                   | Думешти                                  |
| 33                                       | 07.05.1944                               | Ме-109                                   | Костешти                                 |
| 34                                       | 07.05.1944                               | Ме-109                                   | сев.-зап. Костешти                       |
| 35                                       | 30.05.1944                               | Ме-109                                   | Скулени                                  |
| 36                                       | 31.05.1944                               | ФВ-190                                   | Тэтэрушул                                |
| 37                                       | 01.06.1944                               | Ю-87                                     | сев. Яссы                                |
| 38                                       | 01.06.1944                               | Ме-109                                   | Антонину                                 |
| 39                                       | 02.06.1944                               | Ю-87                                     | Скулени                                  |
| 40                                       | 03.06.1944                               | Хш-129                                   | Скулени                                  |
| 41                                       | 03.06.1944                               | ФВ-190                                   | Епурени                                  |
| 42                                       | 03.06.1944                               | ФВ-190                                   | Епурени                                  |
| 43                                       | 05.06.1944                               | ФВ-190                                   | Захорна                                  |
| 44                                       | 05.06.1944                               | ФВ-190                                   | Захорна                                  |
| 45                                       | 05.06.1944                               | Ме-109                                   | сев. Яссы                                |
| 46                                       | 07.10.1944                               | ФВ-190                                   | Кереш-Тарча                              |
| 47                                       | 15.10.1944                               | ФВ-190                                   | юго-вост. Надь Лета                      |
| 48                                       | 16.11.1944                               | Ме-109                                   | Ясароксаллаш                             |
| 49                                       | 16.01.1945                               | Ю-52                                     | зап. Пилишвёрёшвар                       |
| 50                                       | 16.01.1945                               | Ю-52                                     | зап. Пилишвёрёшвар                       |
| 51                                       | 17.02.1945                               | ФВ-190                                   | зап. Солдины                             |
| 52                                       | 26.03.1945                               | ФВ-190                                   | Будапешт                                 |

Всего воздушных побед: 52+3
боевых вылетов — 283
воздушных боёв — 113
** — групповые победы.

## Награды
- Дважды Герой Советского Союза, 23 февраля 1945 года[5]
  - Медаль «Золотая Звезда» № 4039
- Герой Советского Союза, 2 августа 1944 года[6]
  - Орден Ленина № 19094
  - Медаль «Золотая Звезда» № 2284
- Орден Красного Знамени, четырежды: 11 октября 1943 года[7], 28 октября 1943 года[8], 22 февраля 1945 года[9], 22 февраля 1968 года[10]
- Орден Суворова III степени, 2 октября 1943 года[11]
- Орден Отечественной войны I степени, 6 ноября 1985 года[12]
- Орден Отечественной войны II степени, 30 апреля 1943 года[13]
- Орден Красной Звезды, 3 ноября 1953 года[14]
- Медали
- Иностранные ордена, в том числе
  - Орден Британской империи 5-го класса (9 июня 1944 года)
  - Орден Заслуг Венгерской Народной Республики 5-го класса
  - Орден Тудора Владимиреску 5-й степени (СРР)[15]
  - Медаль «25 лет освобождения Румынии» (СРР)[15]
- Почётный гражданин города Шумиха, 24 октября 1967 года[16]

## Мемуары
- Евстигнеев К.А. Крылатая гвардия — М.: Военное изд-во М-ва обороны СССР, 1982. — 222 с.
- Евстигнеев К. А. Крылатая гвардия. Есть упоение в бою — Яуза, Эксмо, 2006. — 318 с. — ISBN 5-699-14780-2

## Память

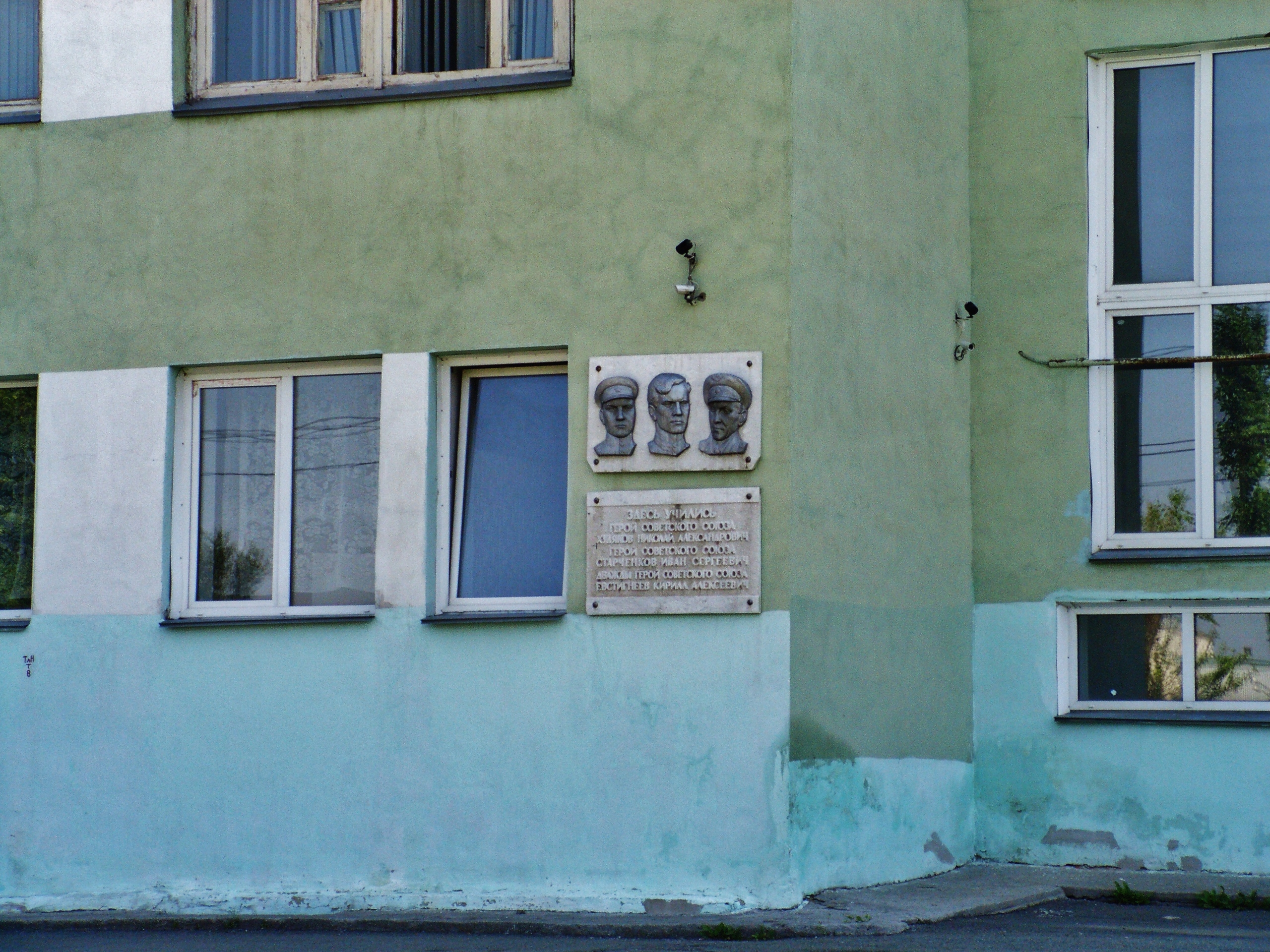
Памятный знак в Челябинске: «Здесь учились Герой Советского Союза Худяков Николай Александрович, Герой Советского Союза Старченков Иван Сергеевич, дважды Герой Советского Союза Евстигнеев Кирилл Алексеевич».

- Бронзовый бюст К. А. Евстигнеева установлен в городе Шумиха Курганской области. Авторы — Георгий Мотовилов и Леонид Поляков[17]. Изначально бюст был установлен в городском саду, а позже перемещён в парк «им. К. А. Евстигнеева», а у его подножия посажены живые цветы.
- Бронзовый бюст К. А. Евстигнеева установлен в сквере города Черногорска Республики Хакасия, открыт 3 сентября 2019 года. Автор — Андрей Ковальчук[18].
- Мемориальная доска на здании школы № 2 города Шумиха Курганской области, в которой учился Кирилл Евстигнеев.
- Негосударственное образовательное учреждение начального и дополнительного профессионального образования "Курганский авиационно-спортивный клуб имени дважды Героя Советского Союза К. А. Евстигнеева Общероссийской общественно-государственной организации «Добровольное общество содействия армии, авиации и флоту России» (21 ноября 2013 года прекратило деятельность, реорганизовано в форме присоединения к АНО ДПО «Курганский АСК ДОСААФ России»).
  - Мемориальная доска на здании Регионального отделения Курганской области ДОСААФ России, г. Курган, ул. Кирова, 51.
- ГБОУ СПО «Шумихинский аграрно-строительный колледж» в 2005 году присвоено имя Дважды Героя Советского Союза Кирилла Алексеевича Евстигнеева. В колледже находится музей имени Дважды Героев Советского Союза С.И. Грицевца и К. А. Евстигнеева. В музее хранятся личные вещи Кирилла Алексеевича: китель, шинель, фуражка, осколки из его ран, привезенные из Москвы студентами в 1985 году.
- Памятный знак размещен на здании бывшего профессионально-технического училища № 1, город Челябинск, улица 40 лет Октября, дом 21. Надпись: «Здесь учились Герой Советского Союза Худяков Николай Александрович, Герой Советского Союза Старченков Иван Сергеевич, дважды Герой Советского Союза Евстигнеев Кирилл Алексеевич». Автор В. Б. Феркель.

## Семья
В 1945 году женился на однополчанке Марии Ивановне Раздорской (1920—2007).